# Edifici al carrer de les Galanes, 15 (Reus)
L'edifici al carrer de les Galanes, 15 de Reus (Baix Camp) és un edifici inclòs en l'Inventari del Patrimoni Arquitectònic de Catalunya com a Bé Cultural d'Interès Local.

## Descripció
Fa cantonada amb el carrer de la Presó i forma un dels que s'anomenen «quatre cantons» a Reus, cruïlla entre el carrer de la Presó, el de Santa Anna i el de les Galanes. La planta baixa té usos comercials. L'edifici està format per tres plantes d'habitatges i una petita torre a la mateixa cantonada. El balcó del primer pis és corregut, seguint tota la línia perimetral de l'edifici, on a la seva cantonada hi ha un xamfrà. La porta balconera constitueix un element molt singular, ja que presenta un estil clàssic, amb els seus muntants i un frontó recolzat en quatre mènsules. Damunt hi ha un escut amb les quatre barres catalanes. Seguint la vertical hi ha un balcó, amb dues mènsules. Les sortides al balcó de la primera planta estan envoltades per arcs de mig punt i emmarcades per elements petris, que sobresurten dels arrebossats de la façana. Cal destacar també les volades dels balcons, ja que desenvolupen el perfil d'unes motllures. Els ferros de les baranes presenten dibuixos geomètrics.